# Zdenko Tamássy
Zdenko Tamássy (* 6. September 1921 in Vezseny, Königreich Ungarn; † 9. Juni 1987 in Budapest) war ein ungarischer Filmkomponist.

## Leben und Werk
Seine erste Musik für einen Spielfilm komponierte Tamássy 1956 für das Filmdrama Professor Hannibal nach einer Erzählung von Ferenc Móra, das Zoltán Fábri inszenierte, der mit seinem Film Karussell im selben Jahre eine Nominierung für die Goldene Palme erhalten hatte. Professor Hannibal wurde vier Wochen vor dem gescheiterten Aufstand in Budapest uraufgeführt und kurze Zeit später von den Behörden aus dem Verkehr gezogen. 1973 komponierte Tamássy für die Filmdramen Feuerwehrgasse 25 und Budapester Legende (1976) erstmals Filmmusik für zwei in Ungarn produzierte Filme von István Szabó. In den 1980er Jahren war er an allen drei Filmen Szabós, die mit einem Oscar ausgezeichnet wurden, bzw. für einen Oscar nominiert waren – Mephisto (1981), Oberst Redl (1985) und Hanussen (1988) – als Komponist beteiligt.
Tamássy hat von 1956 bis 1987 für rund 150 Kino- und Fernsehfilme, von denen die meisten in Ungarn produziert wurden, die Musik komponiert.

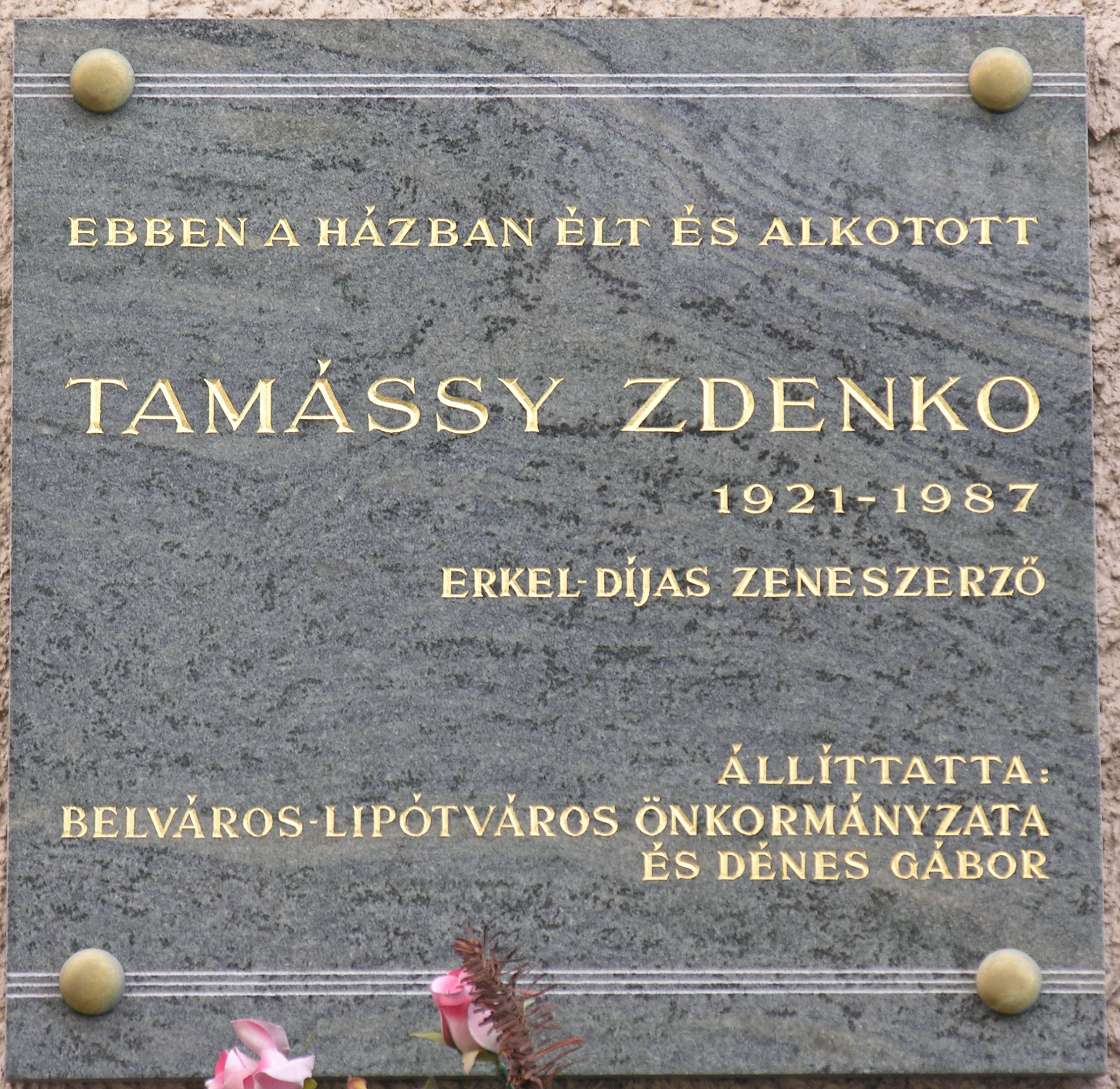
Gedenktafel für Zdenko Tamássy am ehemaligen Wohnhaus in Budapest

Der Filmkomponist starb am 9. Juni 1987 in Budapest und wurde auf dem dortigen Friedhof Farkasréti bestattet.

## Bühnenwerke
- Szigligeti ribillió (Singspiel, 1959)
- A ház közbeszól (Musikalische Komödie, 1960)
- Joe bácsi (Musikalische Komödie, 1961)
- Álomkastély (Musikalische Komödie, 1962)
- Egymillió fontos hangjegy (Revue-Komödie nach Mark Twain [‘The £1,000,000 Bank Note’], 1962)
- Fő a vendég (Musikalisches Spiel, 1963)
- A boldogságra jól vigyázz (Musikalische Komödie, 1964)
- Hotel Amerika (Operette, 1965)
- Haldoklás habbal (Musikalische Tragikomödie, 1965)
- Énekóra (Komische Oper nach Frigyes Karinthy, 1966)
- Női különítmény (Musikalische Komödie nach Zoltán Ambrus, 1967)
- Életre-halálra (Musikalisches Drama, 1968)
- Barbara tejbár (Musikalisches Spiel nach Jenő Rejtő, 1968)
- Hotel Szerelem (Musikalische Komödie nach Carlo Goldoni, 1969)
- Jóreggelt boldogság! (Musikalisches Spiel nach Alexei Arbusow, 1971)
- Enyém a világ! (Musikalisches Fernsehspiel nach Alexei Arbusow, 1974)
- Óz, a nagy varázsló (‘Der Zauberer von Oz’, Musikalisches Puppenspiel nach Lyman Frank Baum, 1974)
- Vendégek (Komische Oper nach Imre Sarkadi, 1975)
- Az ezerkettedik éjszaka (Singspiel nach Jenő Heltai, 1975)
- Olasz vendéglő (Fernseh-Pop-Oper, 1985)